# Ostružanj
Ostružanj (em cirílico: Остружањ) é uma vila da Sérvia localizada no município de Osečina, pertencente ao distrito de Kolubara. A sua população era de 489 habitantes segundo o censo de 2011.

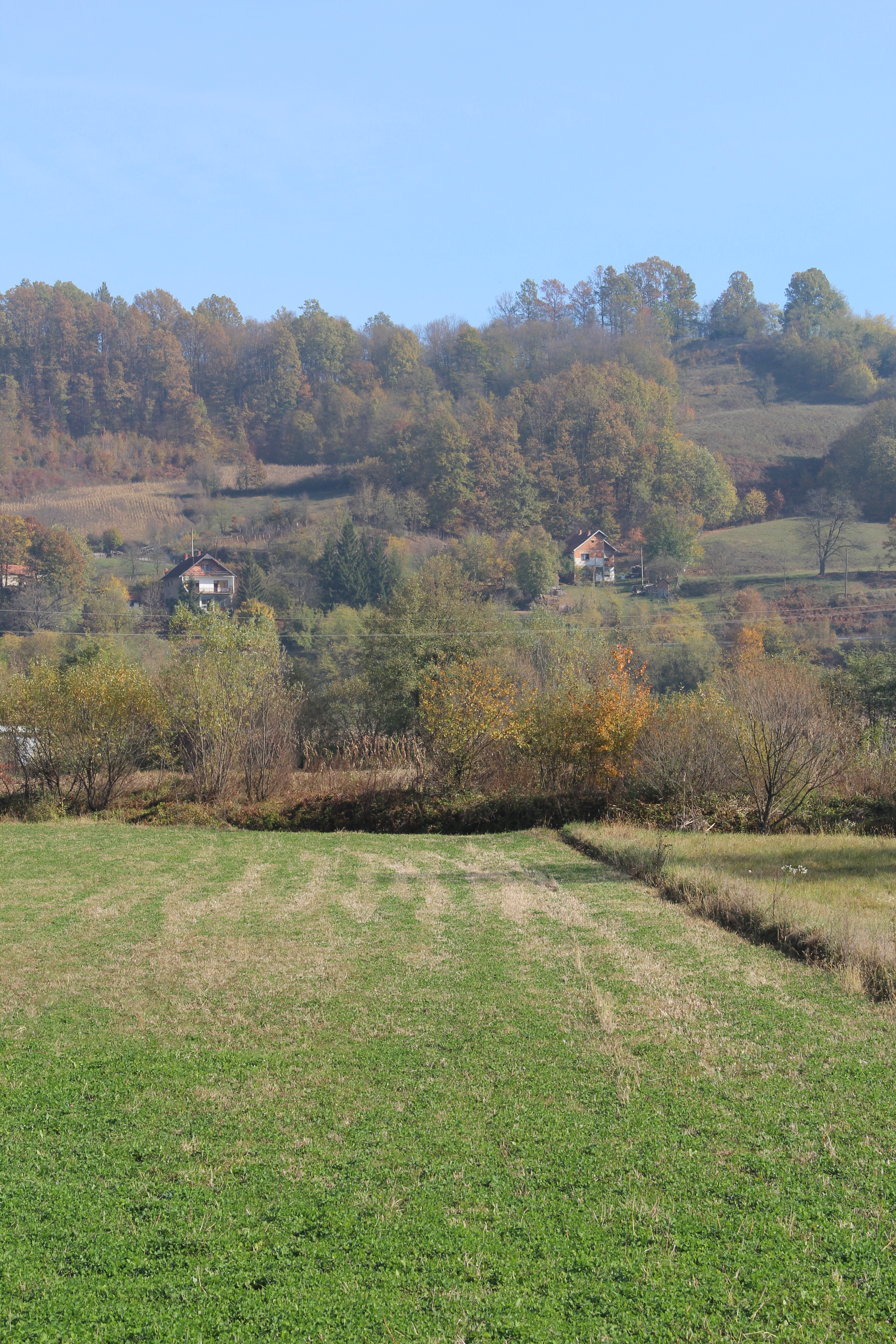
Ostružanj - panorama
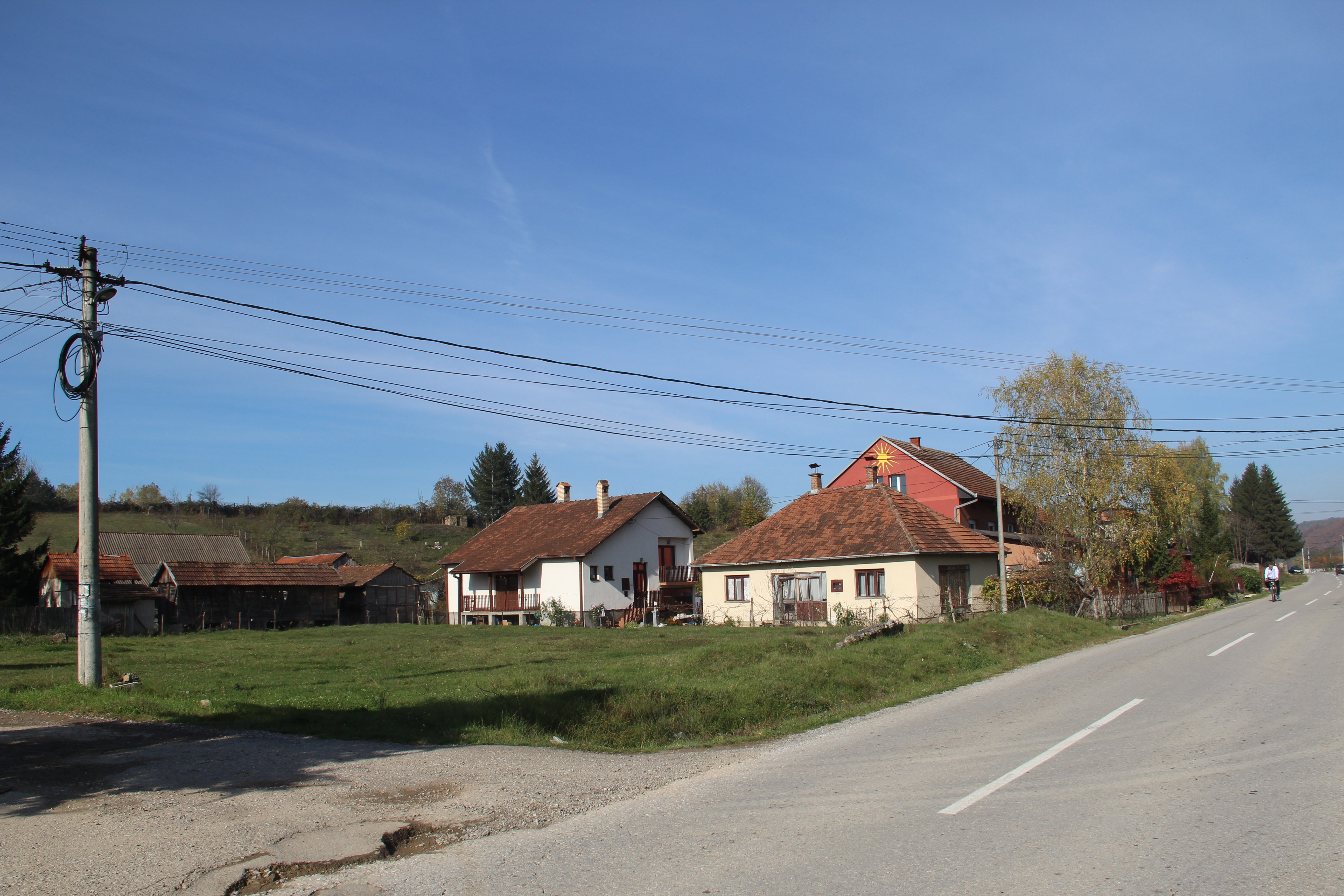
Ostružanj - panorama
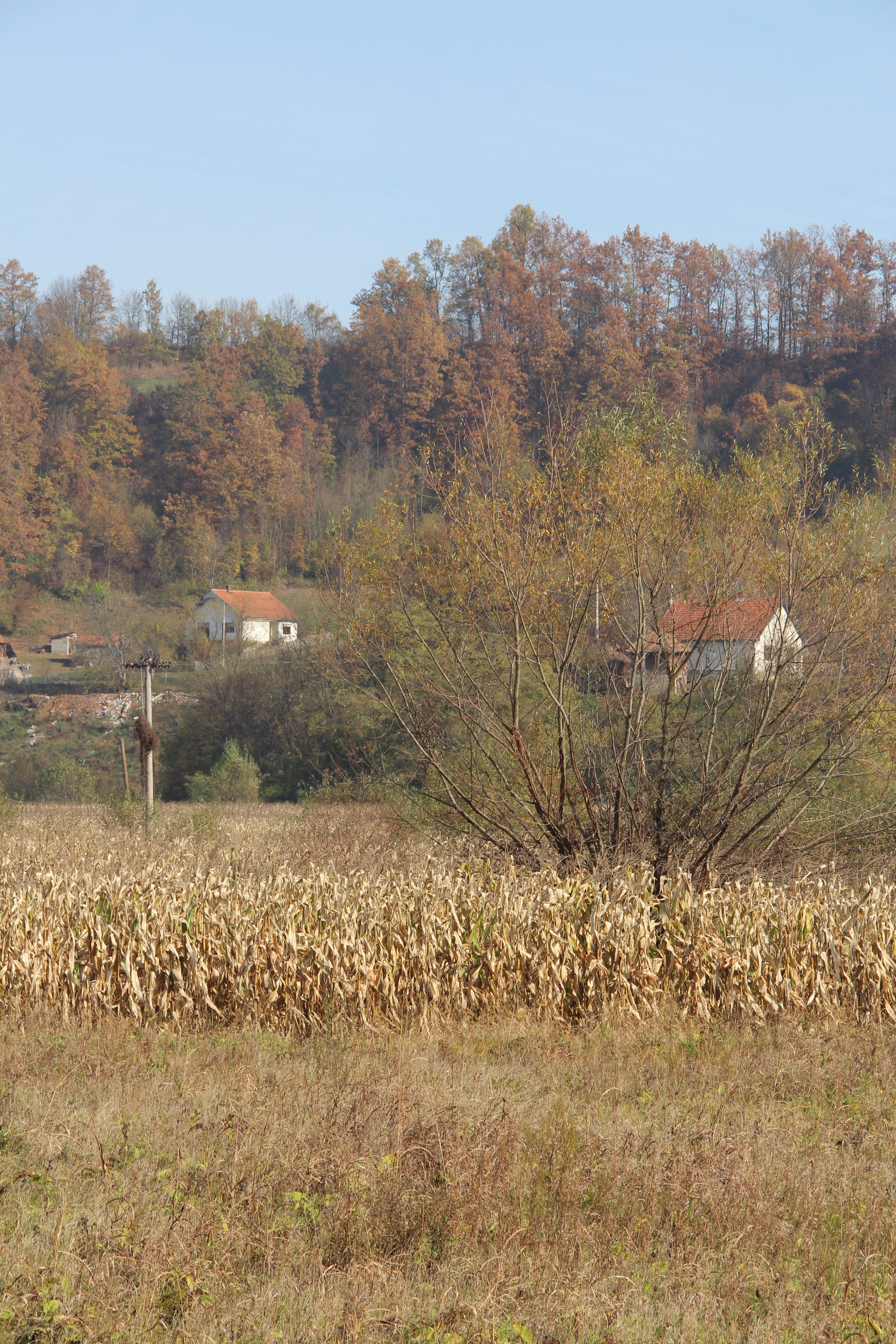
Ostružanj - panorama
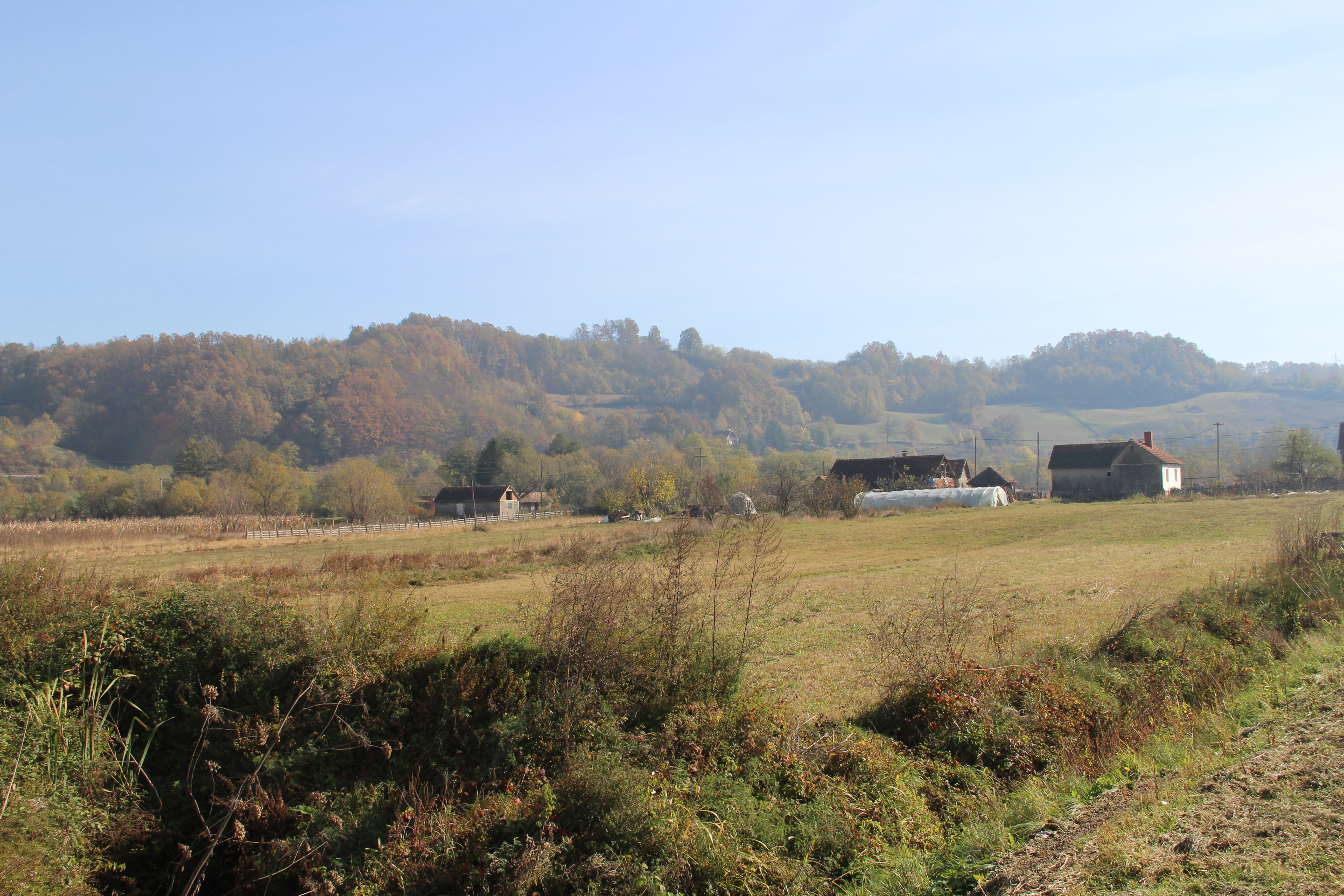
Ostružanj - panorama
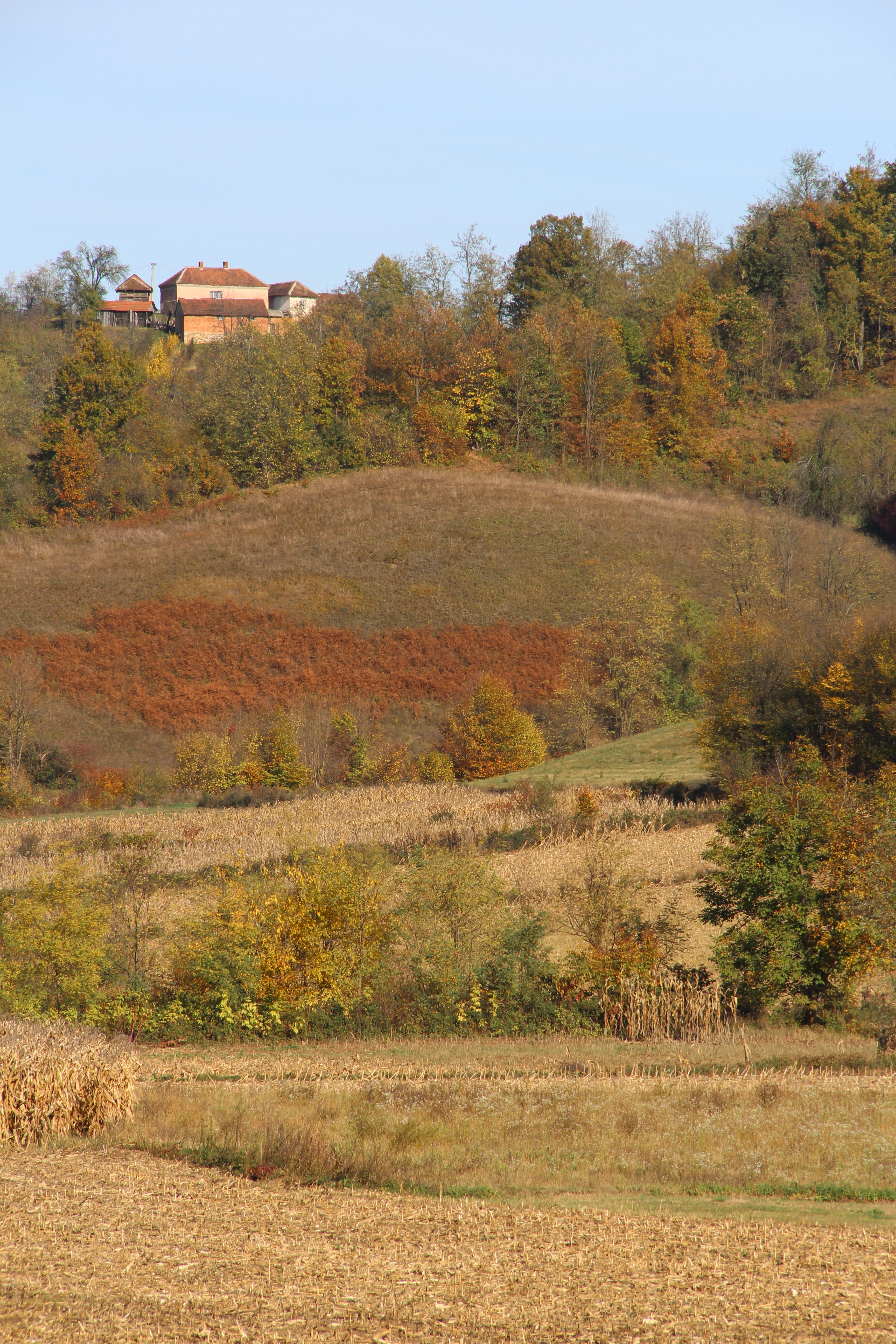
Ostružanj - panorama
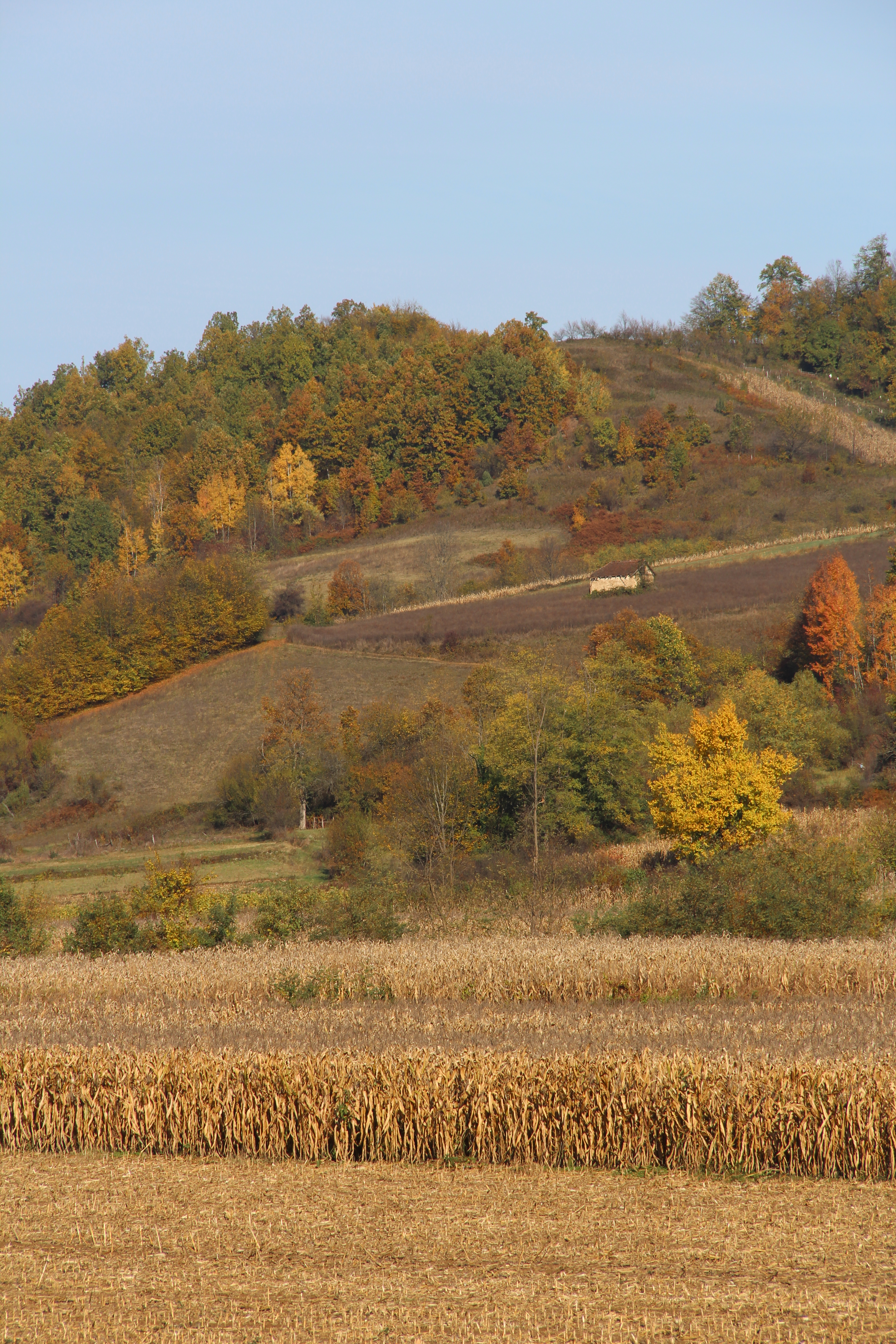
Ostružanj - panorama
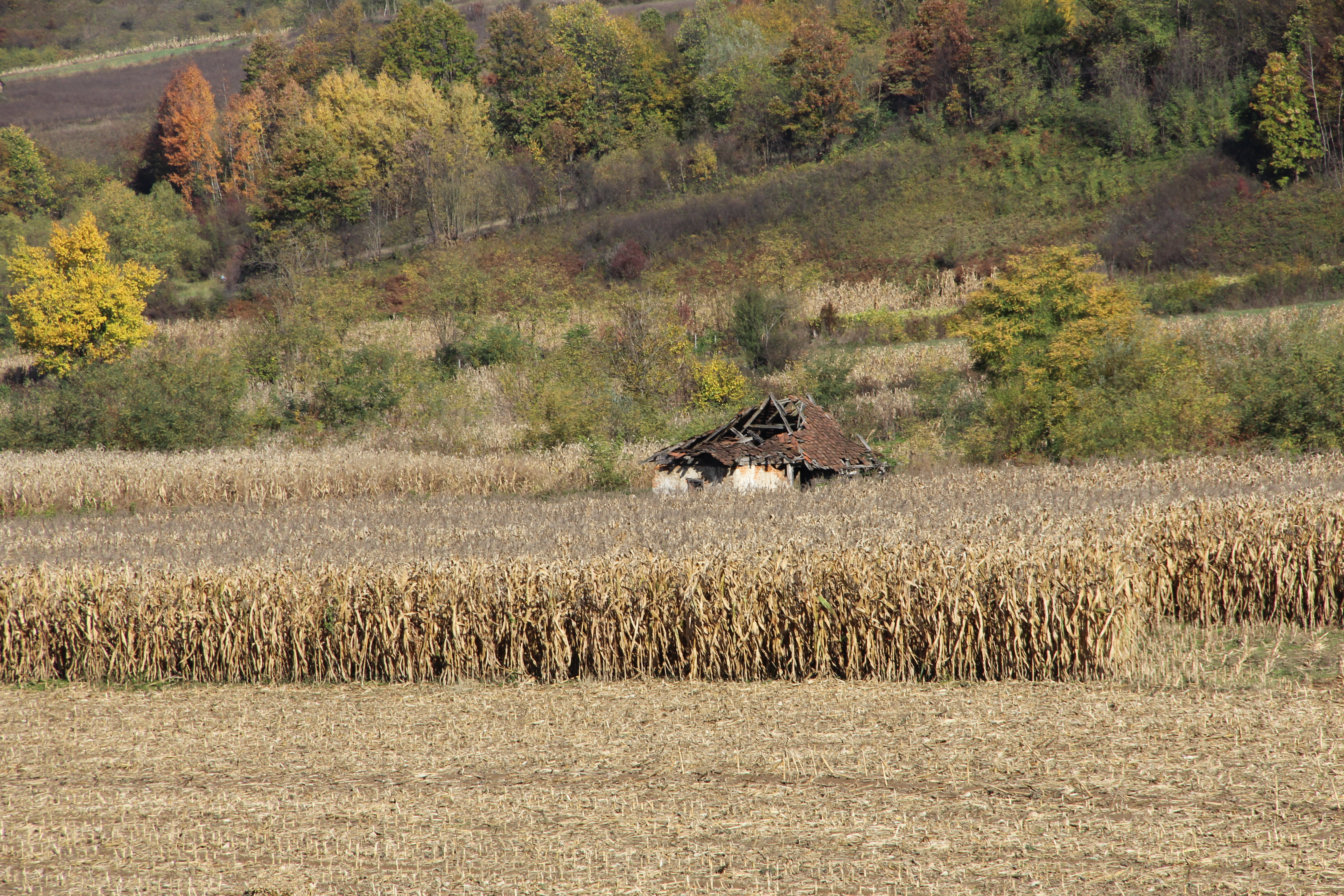
Ostružanj - panorama

## Demografia
| 1948  | 1953  | 1961  | 1971  | 1981 | 1991 | 2002 | 2011 |
| ----- | ----- | ----- | ----- | ---- | ---- | ---- | ---- |
| 1 272 | 1 244 | 1 138 | 1 027 | 775  | 610  | 588  | 489  |